# Селца код Старог Града
Селца код Старог Града су насељено место у саставу града Старог Града, на острву Хвару, Сплитско-далматинска жупанија, Република Хрватска.

## Историја
До територијалне реорганизације у Хрватској налазила су се у саставу старе општине Хвар.

## Становништво
На попису становништва 2011. године, Селца код Старог Града су имала 17 становника.
| Број становника по пописима | Број становника по пописима | Број становника по пописима | Број становника по пописима | Број становника по пописима | Број становника по пописима | Број становника по пописима | Број становника по пописима | Број становника по пописима | Број становника по пописима | Број становника по пописима | Број становника по пописима | Број становника по пописима | Број становника по пописима | Број становника по пописима | Број становника по пописима |
| --------------------------- | --------------------------- | --------------------------- | --------------------------- | --------------------------- | --------------------------- | --------------------------- | --------------------------- | --------------------------- | --------------------------- | --------------------------- | --------------------------- | --------------------------- | --------------------------- | --------------------------- | --------------------------- |
| 1857                        | 1869                        | 1880                        | 1890                        | 1900                        | 1910                        | 1921                        | 1931                        | 1948                        | 1953                        | 1961                        | 1971                        | 1981                        | 1991                        | 2001                        | 2011                        |
| 97                          | 0                           | 166                         | 162                         | 185                         | 172                         | 172                         | 111                         | 103                         | 89                          | 80                          | 53                          | 41                          | 22                          | 20                          | 17                          |

Напомена: До 1961. исказивано је под именом Селца, у 1961. и 1971. под именом Селца код Стариграда, у 1981. исказивано је под именом Селца код Старога Града, а у 1991. Селца код Стари Града. У 1869. подаци су садржани у насељу Стари Град.

### Попис1991.
На попису становништва 1991. године, насељено место Селца код Стари Града је имало 22 становника, следећег националног састава:
| Попис 1991.‍ | Попис 1991.‍ | Попис 1991.‍ | Попис 1991.‍ | Попис 1991.‍ |
| ----------- | ----------- | ----------- | ----------- | ----------- |
|             |             |             |             |             |
| Хрвати      | Хрвати      |             | 22          | 100%        |
| укупно: 22  |             |             |             |             |